# فترة خلو العرش (إنجلترا)
فترة خلو العرش (بالإنجليزية: The Interregnum)، هي الفترة بين إعدام تشارلز الأول في 30 يناير 1649 ووصول ابنه تشارلز الثاني إلى لندن في 29 مايو 1660 وقد شكلت بداية عصر الاسترداد. أثناء فترة خلو العرش، كانت إنجلترا تحت أشكال مختلفة من الحكم الجمهوري (انظر الكومنولث الإنكليزي؛ تصف هذه المقالة الأوجه الأخرى لفترة خلو العرش).

## السياسة
هيمنت على سياسات هذه الفترة رغبات الغراندي (كبار الضباط) في الجيش النموذجي الجديد ومؤيديهم المدنيين. شجعوا (أو على الأقل تغاضوا عن) العديد من الأنظمة الجمهورية.
منذ عام 1649 وحتى عام 1653 كانت السلطات التنفيذية تقع على عاتق مجلس الدولة، في حين كان برلمان الرمب يُعنى بالمهام التشريعية.
في عام 1653، عزل  الغرانديز، بقيادة أوليفر كرومويل، برلمان الرمب واستبدلوه بجمعية مرشحة (لُقبت باسم برلمان القديسين وبرلمان باربون) المؤلفة من 140 مرشحًا: 129 من إنجلترا وويلز، وخمسة من اسكتلندا، وستة من أيرلندا. وقد ثبت أنه من الصعب على السلطة التنفيذية أن تعمل مع هذا البرلمان، تمامًا كما كان الحال مع برلمان الرمب. لذلك وبعد عقد الاجتماعات لمدة خمسة أشهر، قام أعضاء أصدقاء للغرانديز بحلّ الجمعية في 12 ديسمبر 1653.
اعتُمد صك الحكم في 15 ديسمبر 1653، وتم تنصيب الغراندي البارز أوليفر كرومويل اللورد الحامي في اليوم التالي. منح صك الحكم السلطة التنفيذية للّورد الحامي. وعلى الرغم من أن هذا المنصب كان انتخابيًا وليس وراثيًا، كان من المقرر شغله مدى الحياة. ويتطلب ذلك أيضًا دعوة لعقد البرلمان كل ثلاث سنوات، على أن تكون مدة كل دورة خمسة أشهر على الأقل.
في يناير 1655، حل كرومويل أول برلمان تحت الحماية مستهلًا بذلك فترة من الحكم العسكري من قبل اللواءات.
استعيض عن صك الحكم في مايو 1657 بدستور إنجلترا المدون الثاني والأخير، وهو العريضة والمشورة المتواضعة (بالإنجليزية: Humble Petition and Advice). بيد أن أوليفر كرومويل توفى في العام التالي وثبت أن خليفته المرشح ليكون اللورد الحامي، ابنه ريتشارد، عاجز عن الحكم بفعالية في ظل سعي الأحزاب السياسية المختلفة للتحصّل على السلطة.
انتهت فترة حكومة الوصاية في مايو 1659 عندما أعاد الغرانديز عقد برلمان الرمب الذي فوض لجنة السلامة لتحل محل مجلس الدولة الخاص بريتشارد. أذن ذلك ببدء فترة من الحكم غير المستقر لم تنتهِ حتى فبراير 1660 عندما زحف الجنرال جورج مونك، الحاكم العسكري الإنجليزي لإسكتلندا، إلى لندن على رأس قواته، وأشرف على استعادة النظام الملكي تحت حكم تشارلز الثاني.

## الحياة أثناء فترة خلو العرش
بعد الانتصار البرلمانيين في الحرب الأهلية، بدأ فرض الآراء التطهيرية لغالبية البرلمان ومؤيديه على بقية البلاد. دعا أنصار مذهب التطهيرية إلى أسلوب حياة تقشفي وقيدوا ما اعتبروه تجاوزات للنظام السابق. من أبرز الممارسات، قمع الأعياد كعيد الميلاد وعيد الفصح. حُظرت أيضًا أشكال الترفيه كالمسرح والقمار. ومع ذلك، شجعوا بعض أشكال الفن التي كان يعتقد أنها «مفيدة» كالأوبرا مثلًا. وكثيرًا ما يرجع الفضل في هذه التغييرات إلى أوليفر كرومويل على الرغم من تقديمها من قِبَل برلمان الكومنولث؛ وكرومويل، عندما وصل إلى السلطة كان نفوذا تحريريا.